# Hercheur

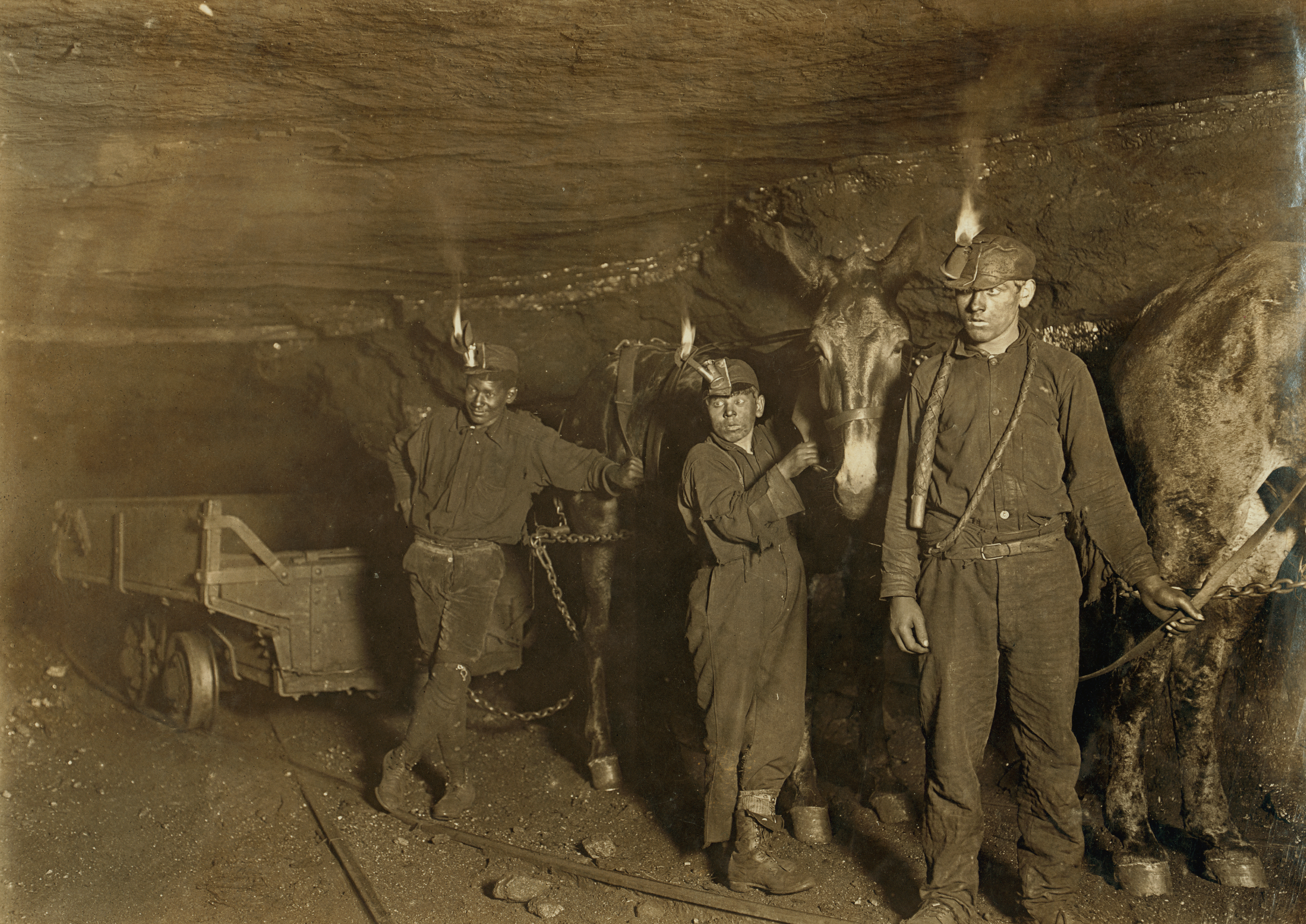
Mineurs aux États-Unis (Gary, Virginie-Occidentale) en 1908.

Un hercheur (ou Herscheur ou hiercheur ou rouleur dans la Loire) est un ouvrier qui fait circuler les wagons chargés de minerai, avant la mécanisation.
Métier pénible, il était exécuté aussi par des enfants ; il disparut progressivement, l'homme étant remplacé par le cheval, puis le cheval par la machine.

## Aux alentours de 1850

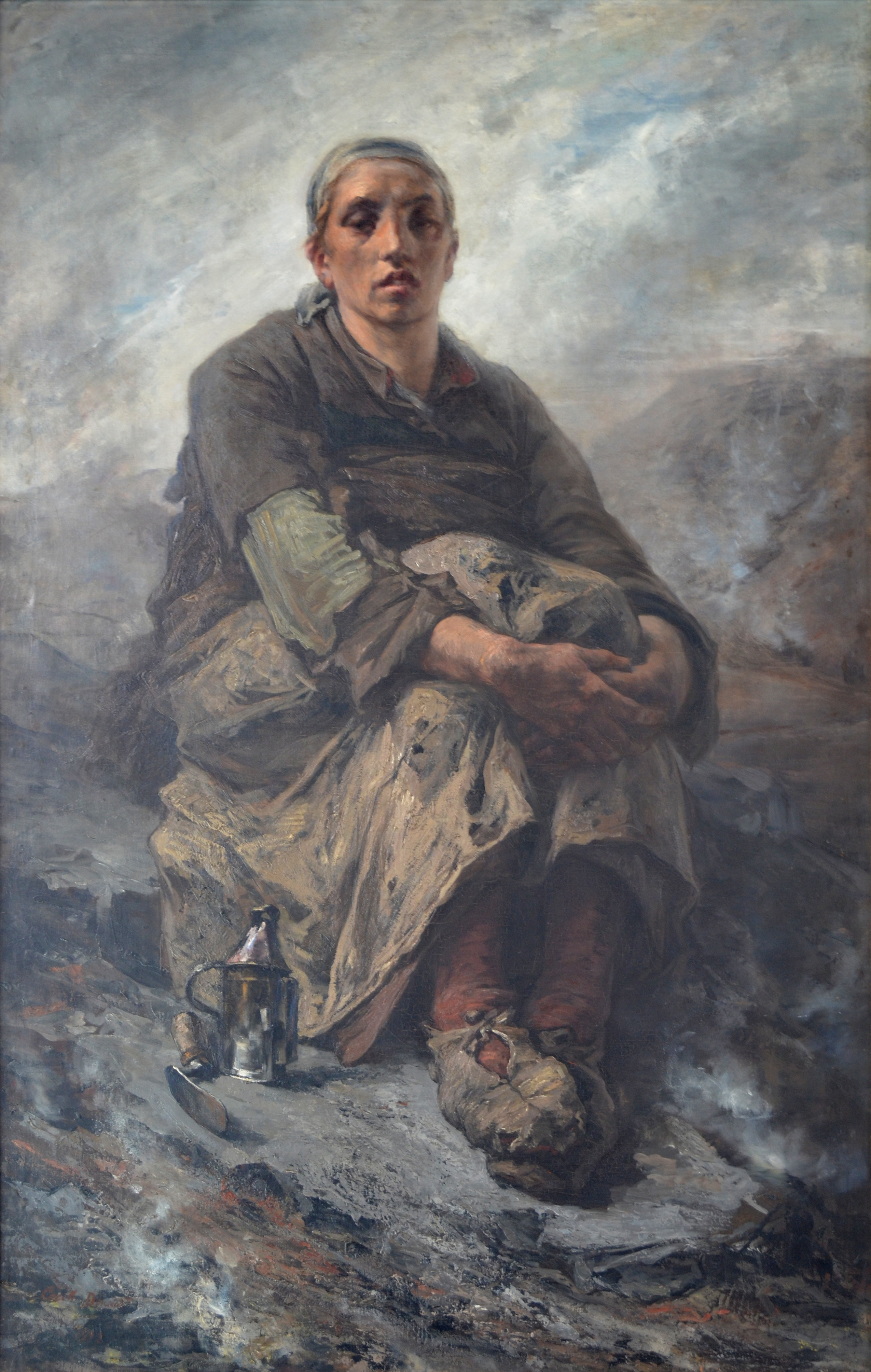
La hiercheuse, peinture de Cécile Douard (1896).

Dans la plupart des mines, l'homme est le seul moteur employé suivant les voies qu'il doit parcourir, il agit, comme : 
- porteur, chargé de sacs ou de hottes ;
- brouetteur, en roulant devant lui à l'aide de brouettes ;
- traîneur, en poussant ou tirant des traîneaux à patins ;
- routeur ou herscheur, en poussant ou tirant des chariots soit sur le sol même de la galerie, soit sur des voies perfectionnées.

« Lorsqu'on a établi un service de transport, il ne faut pas s'arrêter, pour le calcul des dépenses et de l'effet utile obtenu, aux chiffres qui résultent des premiers temps de ce service. On doit attendre que les ouvriers aient contracté l'habitude de ce travail, habitude qui peut augmenter les résultats du simple au double. Ainsi, dans les mines du Mexique, lorsqu'on substitua les transports par traînage et roulage à l'emploi des porteurs, on éprouva les plus grandes oppositions de la part des ouvriers. L'habitude du portage avait en effet développé leur force, de manière à leur faire supporter pendant longtemps ce genre de travail, tandis que le traînage les fatiguait très-promptement ».

### Portage à dos
En 1855, « le porteur n'est employé que dans les voies étroites, dont l'inclinaison ou les sinuosités rendent le parcours difficile. Chargé d'un sac qu'il maintient d'une main sur ses épaules, il porte de l'autre un bâton qui le soutient et une lampe qui l'éclaire. Suivant les pentes des galeries et leur section, la charge d'un porteur varier de 40 à 60 kg. Le portage à dos disparaît peu à peu des habitudes des exploitations et ne doit plus être considéré que comme un moyen de transport accidentel, employé dans quelques galeries basses et inclinées. »

### Brouettage
En 1855, « le brouetteur est, en quelque sorte, le second degré des transports; c'est un mode que l'on emploie avant d'en établir un plus perfectionné. Avec la petite brouette, roulant sur le sol des galeries et chargeant 60 kg, l'effet utile d'un brouetteur atteint facilement 500 kg transportés à 1 kilomètre pour un travail de 8 à 10 heures ».

### Traînage
En 1855, « Le traînage s'exécute au moyen de bennes posées sur des patins, auxquelles les traîneurs sont attelés par des bricoles. Le poids ordinaire de ce véhicule est de 33 kg ; l'on y charge 60 à 80 kg. dans les galeries basses qui ont moins d'un mètre de hauteur, et 120 à 160 kg dans les galeries élevées. Ce mode de transport convient mieux que le brouettage dans les galeries inclinées; il comporte une inclinaison de 16°; mais, pour remonter les pentes, on commence à 12° à faire aider le traîneur par un enfant pousseur. Les distances ou relais sont, en moyenne, de 100 mètres. L'effet utile d'un traîneur est très-variable; il sera de 250 à 300 kg transportés à 1 km pour les galeries basses dont le sol est mauvais; il sera de 500 kg à 1 km dans

Le traînage se fait aussi au moyen de chevaux attelés soit à une benne double, soit à deux bennes ; on les emploie de préférence à l'homme dans les grandes voies de roulage lorsque les distances à parcourir dépassent 150 mètres. Ces deux méthodes sont ordinairement combinées de telle sorte que les traîneurs amènent les bennes par les petites galeries sur les grandes voies, où elles sont prises deux à deux par les chevaux dont la charge est ainsi de 66 kg en poids mort et de 200 à 400 kg en poids utile.

Lors donc qu'on devra organiser un service de transports sur le sol des galeries d'une mine, on déterminera les moyens à employer d'après les sections des galeries et leurs conditions de pente et de longueur. Ces moyens adoptés, on appréciera, d'après l'état des voies de service, l'effet utile qu'on peut attendre des hommes et des chevaux, et l'on pourra prescrire à l'avance la tâche à exiger de chacun. Pour les passages à forte pente, 12 ou 15° par exemple, on calculera les longueurs pour le triple de ce qu'elles sont réellement, et on ajoutera en outre un pousseur de renfort.

Le service des transports se fait ordinairement par les ouvriers les plus jeunes; on y emploie même les enfants à partir de quatorze ans. Les chevaux doivent être choisis petits et bien portants; leur écurie sera placée près des puits et plancheyée de manière à être préservée de l'humidité. Les galeries où ils circuleront devront avoir 1,70 m de hauteur et 1,60 m de largeur, afin qu'ils puissent se retourner ».

### Roulage sur voies perfectionnées
En 1855, « les transports sur le sol des galeries nécessitent un entretien de la voie d'autant plus coûteux que le sol est plus humide et moins résistant. Lorsqu'on a des transports actifs et des trajets au delà de 100 mètres, cet entretien conduit presque toujours à adopter les voies perfectionnées. Dans les mines métallifères, la nature de la roche, souvent très-dure, et dont la surface inégale ne peut se prêter au traînage, oblige à construire immédiatement des voies perfectionnées soit en bois, soit en bois et fer.

Les hommes et les chevaux sont employés comme moteurs pour le service des transports sur chemin de fer ; leur effet utile est considérable, comparé aux autres modes. Ainsi, un rouleur transporte dans les mines de la Loire jusqu'à 5 500 kg à 1 km pendant sa journée de dix heures. Dans les mines d'Anzin, l'effet utile d'un bon herscheur a même atteint 6 000 kg. L'effet utile des chevaux est augmenté dans une proportion encore plus remarquable, ainsi dans sa journée un bon cheval transportera de 30 000 à 40 000 kg à 1 kilomètre, suivant l'état des voies et du matériel.

Il y a environ dix ans, la difficulté de trouver des herscheurs en assez grand nombre, détermina les exploitants du nord de la France et de la Belgique à employer les chevaux pour tous les roulages importants. Cette mesure nécessitait l'exhaussement des galeries de manière à obtenir une hauteur minimum de 1,60 m sous bois, ce qui entraînait à la fois des dépenses et des chômages. Pour apprécier les avantages que pouvait présenter l'emploi des chevaux, on fit à cette époque des expériences comparatives très-suivies ».

Ces expériences sont d'autant plus concluantes qu'elles ont été faites en appliquant les chevaux au petit matériel roulé par les herscheurs.

## Dans le bassin liégeois
« Hierchage est la longueur que les ouvriers sont accoutumés de traîner les houilles dans les ouvrages souterrains, pour les rendre à un autre ouvrier ou traineur qui les traîne un pareil espace jusques à ce qu'elles soient parvenues à la buse du bure on dit qu'il y a autant de hierchage depuis l'endroit où l'on travaille jusques à la buse du bure ».

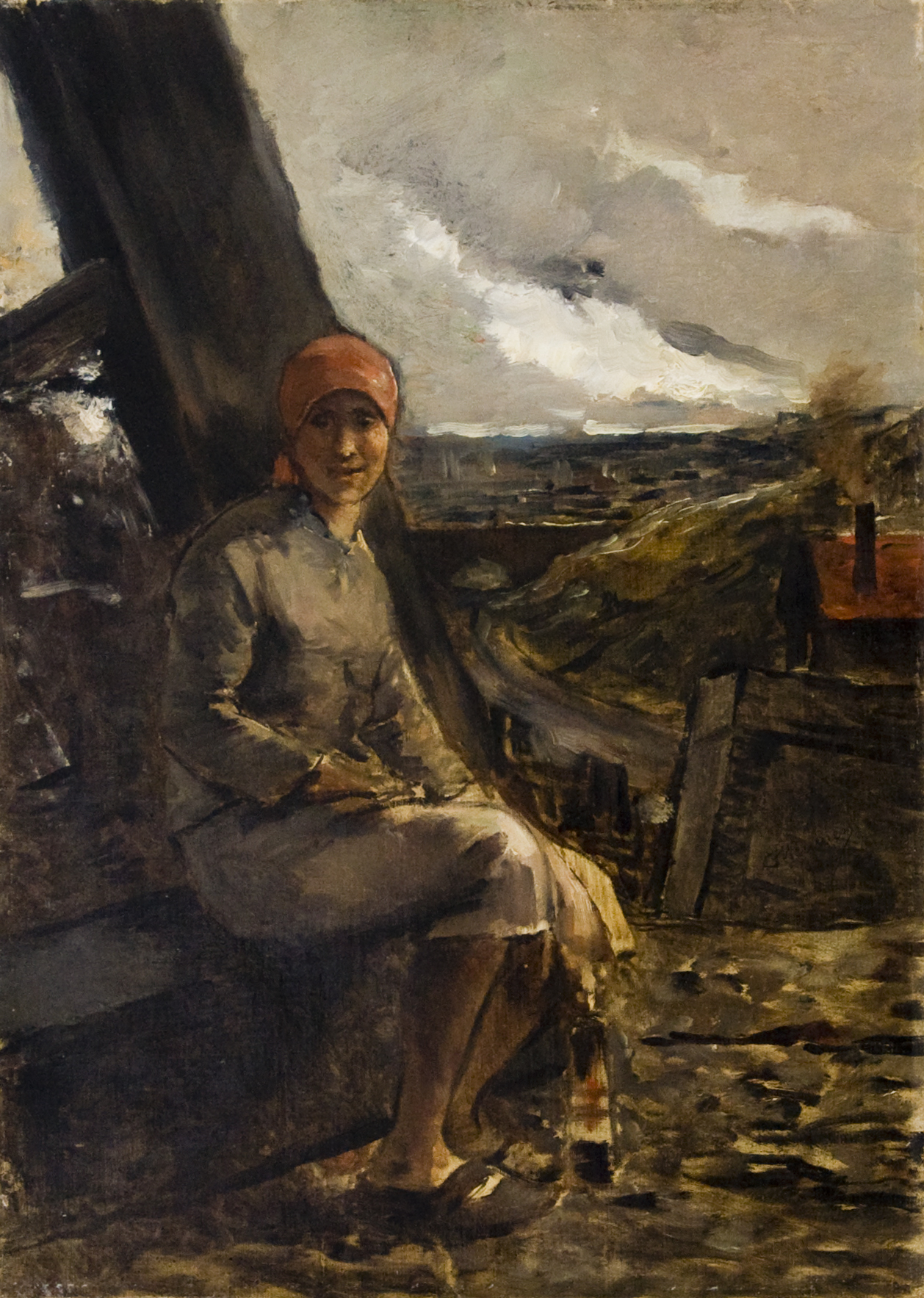
La Conductrice, 1887 par Constantin Meunier, Musée Dhondt-Dhaenens.

En 1847, les hiercheur sont divisés, dans beaucoup d'exploitations charbonnières liégeoises, en quatre ou cinq classes, se répartissant selon l'âge entre onze et vingt-cinq ans:
- À la première classe appartiennent des hommes de vingt-quatre à vingt-cinq ans qui traînent de grandes bennes (berlaines) dans les galeries où les chevaux, pour un motif quelconque, n'ont pu être introduits. Ces ouvriers travaillent de dix à onze heures par jour, et gagnent 2 fr. 40 à 2 fr. 50 c.
- Les hiercheurs de deuxième classe sont âgés de vingt ans au moins ; ils conduisent les bennes aux grandes galeries, aident au besoin ceux de première classe, et gagnent de 1 fr. 80 c. à 2 fr. par jour.
- Les hiercheurs de troisième classe sont employés à conduire les petites bennes (ou birouchettes) dans les petits chemins nommés kwestress (Les transvasements des birouchettes dans les bennes sont exceptionnels et doivent être évités. — Dans les houillères bien organisées on construit des grands chemins jusqu'à la taille.); ils sont âgés de quinze à dix-huit ans, et gagnent 1 fr. 50 c. par jour.
- Ceux de la quatrième classe aident ces derniers ; ce sont plutôt des ouvriers serveurs à la taille, que de véritables hiercheurs. L'un éclaire les ouvriers, l'autre ramasse les outils, un troisième aide les foreurs, etc. Ils sont âgés de quatorze ans environ, gagnent 95 centimes par jour, et ont fini leur tâche en même temps que celle des ouvriers à la taille, c'est-à-dire en dix heures en moyenne.
- Il en est de même des hiercheurs de cinquième classe qui ont de onze à douze ans, gagnent 75 centimes par jour, et dont la principale besogne consiste à chercher les pierres qui se trouvent mêlées à la houille[3].

### Pathologies rencontrées chez les mineurs
En 1847, à Liège, « les ouvriers employés à l'exploitation des mines de houille et des minerais de fer, de zinc, etc., privés pendant une grande partie de l'année des rayons du soleil,-car ceux qui travaillent pendant la nuit se reposent et dorment le jour;-exposés à l'humidité et à des variations continuelles de température, à la respiration d'un air plus ou moins vicié, aux privations et aux fatigues de toute espèce, sont fréquemment atteints :
- de rhumatismes et surtout du lumbago;
- d'affections du tube digestif;
- d'anémie et de chlorose;
- de maladies du cœur;
- d'emphysème pulmonaire;
- de difformités du squelette;
- de blessures plus ou moins graves;
- de brûlures;
- d'asphyxie »[3]

La taille moyenne des mineurs à Liège est de 1,55 m en 1819, en 1843, elle est de 1,59 m. La taille moyenne de la population est pour les mêmes périodes de 1,63 m et 1,64 m.

## Patronyme
Hercheux est un nom de famille répandu dans le Tournaisis, (Antoing, Maubray, Tournai).